# 基礎科学
基礎科学（きそかがく、英語：basic science、fundamental science）は、真理の探究を目的とする科学であり、数学・物理学・化学・生物学・地球惑星科学（地学）・情報科学・天体物理学・素粒子物理学（素粒子論）などとされる。

## 概要
基礎科学は応用科学と対置される。ただし「真理の探究」を目指す基礎科学と「実用」を目指す応用科学の違いは絶対的ではなく、例えば電子工学や薬品生産などがある。科学（サイエンス）とは、一定の目的・方法の下でのさまざまな事象の研究とそこからの体系的知識。工学（エンジニアリング）とは、基礎科学を工業生産に応用する学問。
JIS（日本産業規格）では、コンピュータサイエンス（computer science）の和訳として「計算機科学」、「情報科学」、「情報工学」が載っている。そしてコンピュータサイエンスは「計算機による情報処理に関する科学技術の一分野」だと書かれている。